# Icius daisetsuzanus
Icius daisetsuzanus är en spindelart som beskrevs av Saito 1934. Icius daisetsuzanus ingår i släktet Icius och familjen hoppspindlar. Inga underarter finns listade i Catalogue of Life.